# Pseudatrichia sabroskyi
Pseudatrichia sabroskyi är en tvåvingeart som beskrevs av Kelsey 1969. Pseudatrichia sabroskyi ingår i släktet Pseudatrichia och familjen fönsterflugor.
Artens utbredningsområde är Oregon. Inga underarter finns listade i Catalogue of Life.